# サンエス (医薬品卸売企業)
サンエス株式会社は、かつて存在した医薬品・衛生材料・化粧品の卸売を中心とする日本の企業である。現在はバイタルネットである。医薬品の卸売手。地盤の東北地区では首位。東北6県のシェア30％。

## 概要
- 中央資本の進出を危惧し合併後は、顧客に対する経営支援システム「パワーズ」（医療機関・薬局用）、「ステップ」「POS」（薬局用）の展開による新しい形の地域密着に努めた。また手薄だった秋田県での販売強化のため、平成元年に富山県に本社を置く同業者から秋田県内の営業圏を譲り受けた。
- 平成6年に秋田県の三共系有力同業者と合併し、全国7位（合併当時）の医薬品卸業社となったが、商品ラインナップに三共製品を入れ商品充実をはかったが、実際には三共はサンエスと合併となった秋田県におけるシェアを他の三共系列の医薬品卸に移行させる処置をとった。
- 平成3年に株式を店頭登録、平成5年には医薬品卸としては初めて東京証券取引所第2部に上場した。
- 平成4年4月、鈴木彦治社長が会長へ勇退し、鈴木賢が新社長に就任。
- デジタル・ピッキングを採用した物流センターを増改築して平成5年から本格的に稼動させ、大衆薬などの薬粧品の集中管理と商物分離体制を整えた。
- 東北地区に大型卸の進出が相次ぎ、地元卸の再編が急務となり新潟県に本社を置く有力卸2社との合併し新会社（バイタルネット・参考）を発足

## 会社概要
- 本社：宮城県仙台市青葉区大手町1-1
- 代表取締役会長　　鈴木彦治
- 代表取締役副会長　村井研一郎
- 代表取締役副会長　布袋屋裕造
- 代表取締役社長　　鈴木賢
- 代表取締役副社長　下山彰一郎

## 沿革
- 1983年4月 - 株式会社鈴彦が岩手県の村研薬品株式会社・山形県の朝日薬品株式会社を合併し、「サンエス株式会社」に社名変更。
- 1989年11月 - 富山県高岡市の「株式会社井上誠昌堂」から秋田県内の営業を譲受。
- 1991年11月 - 株式を店頭登録。
- 1993年8月 - 東京証券取引所市場第二部に上場。
- 1994年4月 - 秋田県秋田市の「和光薬品株式会社」を合併。
- 1995年9月 - 東京証券取引所市場第一部に指定替え。
- 1998年 - 鴻池運輸と病院内物流受託事業提携。
- 1999年1月 - 子会社のサンエス東京が「茂木薬品商会」の医療用医薬品事業譲受（平成9年実績・年商10億円）。
- 2001年1月1日 - 新潟県上越市の三栄薬品株式会社・新潟市の株式会社ニチエーを合併し、「株式会社バイタルネット」に商号変更。

## 営業所
宮城事業部
- 本社・大町オフィス・八乙女ビル・仙台病院支店・仙台薬粧支店・南仙台支店・気仙沼支店・登米支店・古川支店・石巻支店・青葉営業所・泉営業所・宮城野営業所・若林営業所・太白営業所・塩釜営業所・栗原営業所・大河原営業所・薬粧量販支店

青森事業部
- 青森支店・弘前支店・八戸支店・十和田支店・五所川原営業所

岩手事業部
- 盛岡支店・南盛岡支店・宮古支店・釜石支店・水沢支店・一関支店・二戸営業所・久慈営業所・花北営業所・大船渡営業所

秋田事業部
- 秋田支店・秋田病院支店・秋田薬粧支店・大館支店・大曲支店・横手支店・能代営業所・本荘営業所

山形事業部
- 山形支店・村上支店・酒田支店・米沢支店・新庄営業所・鶴岡営業所

福島事業部
- 郡山支店・福島支店・原町支店・いわき支店・会津支店・二本松営業所・横賀川営業所・白河営業所・南いわき営業所

栃木事業部
- 宇都宮支店

物流センター
- 名取物流センター・盛岡物流センター・秋田物流センター

## 主な取引メーカー
- 武田薬品工業
- 第一製薬（現在・第一三共）
- 山之内製薬（現在・アステラス製薬）
- 大塚製薬
- エーザイ

## 大株主
- 鈴木彦治10.33％
- 有限会社鈴彦8.05％
- 村井研一郎5.95％
- 鈴木賢4.17％
- 従業員持株会3.37％

## サンエス・ニチエー・三栄薬品の合併
- 合併覚書調印　平成12年5月23日
- 合併期日　平成13年1月1日
- サンエス1株:ニチエー0.97株:三栄薬品0.93株を割り当てる。

## 備考
サンエスの社名は3つのS「Service=奉仕 Sincerity=誠実 Study=研究」からとられている。